# Homapoderus angustifrons
Homapoderus angustifrons es una especie de coleóptero de la familia Attelabidae.

## Distribución geográfica
Habita en Camerún.